# 岡山国際スケートリンク
岡山国際スケートリンク（おかやまこくさいスケートリンク）は、岡山県岡山市北区岡南町にある、屋内アイススケートリンクである。

## 概要
1965年12月25日に開業し、1994年までは10月頃から翌年5月頃までの冬季中心の営業であった。
1995年から通年営業となった。施設の老朽化に伴い、2010年5月23日を以て旧施設の営業は終了し、解体・新築の上2011年5月に新施設がオープンした。中国・四国地方では唯一、通年営業を行うスケートリンクとなっている。ただし、時季によっては貸切のため、一般営業を休止する期間がある。2025年には第79回国民スポーツ大会冬季大会スケート競技が開催予定。
新しい施設は西日本では初となるカーリング専用シートが併設されていた（現在は閉鎖中）。旧施設のリンクは25 m×55 mであったが、新施設では30 m×60 mの国際規格リンクとなっている。使用する選手やチーム優先の営業方針で、全国で珍しい24時間体制の営業を行っている。
貸切では、フィギュアスケート、アイスホッケー、スピードスケート、カーリング等で使用することが出来る。

## 施設データ
- 所在地：岡山県岡山市北区岡南町2丁目3-30
- 駐車場：100台（無料）
- リンクの広さ：30 m×60 m（新施設）
- 休館日：12月31日

## アクセス
- 岡電バス
  - 岡山駅・天満屋から「岡南飛行場」、「労災病院」、「大東」、「築港元町」に乗車。「岡南小学校」下車。
- マイカー
  - 国道30号